# Bosland (Rotterdam)
Het Bosland is een straat in de Nederlandse stad Rotterdam en loopt van de Admiraliteitskade naar de Oostzeedijk. De straat is ca. 90 meter lang. De straat is vernoemd naar Cornelis Bos die in 1716 een erf in pacht kreeg van de stad om daar twee zaagmolens op te richten. Omdat zijn erf het eerste was wat daar werd uitgegeven kreeg de straat zijn naam (vroeger eerst Boschjeseiland geheten).

## Trivia
Aan de Admiraliteitskade 30 bevindt zich een van de zes districtsbrandweer van de Gezamenlijke Brandweer (GB) van Rotterdam. Deze districtsbrandweer heeft als specialisme scheepsbrandbestrijding in verband met het vele scheepvaartverkeer dat hier in dit gebied plaatsvindt.
Admiraal de Ruyterweg ·
Admiraliteitskade ·
Aert van Nesstraat ·
Baan ·
Batavierenstraat ·
Beukelsdijk ·
Beursplein ·
Beurstraverse ·
Binnenweg ·
Binnenwegplein ·
Binnenrotte ·
Blaak ·
Boezemweg ·
Boompjes ·
Bosland ·
Botersloot ·
Burgemeester van Walsumweg ·
Churchillplein ·
Coolsingel ·
Coolvest ·
Eendrachtsplein ·
Eendrachtsweg ·
Geldersekade ·
Goudsesingel ·
's-Gravendijkwal ·
Haagseveer ·
Henegouwerlaan ·
Hofdijk ·
Hofplein ·
Hoogstraat ·
Jonker Fransstraat ·
Karel Doormanstraat ·
Kipstraat ·
Kolk ·
Koningin Emmaplein ·
Korte Hoogstraat ·
Kruiskade ·
Kruisplein ·
Leuvehoofd ·
Lijnbaan ·
Lombardkade ·
Maasboulevard ·
Mariniersweg ·
Mathenesserlaan ·
Mauritsweg ·
Meent ·
Museumpark ·
Oostmolenwerf ·
Oostplein ·
Oude Binnenweg ·
Parkkade ·
Parklaan ·
Pim Fortuynplaats ·
Plein 1940 ·
Pompenburg ·
Rochussenstraat ·
Saftlevenstraat ·
Schiedamsedijk ·
Schiedamse Vest ·
Schouwburgplein ·
Spaansekade ·
Stadhuisplein ·
Stationsplein ·
Stroveer ·
Van Oldenbarneveltstraat ·
Vasteland ·
Veerkade ·
Weena ·
Westblaak ·
Westerkade ·
West-Kruiskade ·
Westersingel ·
Westplein ·
Willemskade ·
Willemsplein ·
Witte de Withstraat